# Lesothischer Fußballpokal
Der Lesothische Fußballpokal, auch bekannt als Lesotho Independence Cup, ist ein nationaler lesothischer Fußballwettbewerb. Der Wettbewerb wird von der Lesotho Football Association ausgetragen.

## Sieger nach Jahr
| Jahr                     | Sieger                                      | Ergebnis          | Finalist                                  |
| Sturrock Cup             | Sturrock Cup                                | Sturrock Cup      | Sturrock Cup                              |
| ------------------------ | ------------------------------------------- | ----------------- | ----------------------------------------- |
| 1963                     | Bantu FC (Matefeng)                         |                   |                                           |
| 1976                     | Matlama FC (Maseru)                         |                   |                                           |
| 1978                     | Maseru United FC (Maseru)                   |                   |                                           |
| 1979                     | Matlama FC (Maseru)                         |                   |                                           |
| 1980                     | Matlama FC (Maseru)                         |                   |                                           |
| 1981                     | Maseru Rovers (Maseru)                      |                   |                                           |
| 1982                     | Maseru Rovers (Maseru)                      |                   |                                           |
| 1983                     | Linare FC (Leribe)                          |                   |                                           |
| 1984                     | Lioli FC (Teyateyaneng)                     |                   |                                           |
| Independence Cup (Top 4) |                                             |                   |                                           |
| 1985                     | Lesotho Paramilitary Forces FC (Maseru)     |                   |                                           |
| 1986                     | RLDF (Maseru)                               |                   |                                           |
| 1987                     | Matlama FC (Maseru)                         |                   |                                           |
| 1988                     | RLDF (Maseru)                               |                   |                                           |
| 1989                     | Arsenal FC (Maseru) (Maseru)                | 1:0               | Linare FC (Leribe)                        |
| 1990                     | RLDF (Maseru)                               |                   |                                           |
| 1991                     | Arsenal FC (Maseru) (Maseru)                |                   |                                           |
| 1992                     | Matlama FC (Maseru)                         | Ligaformat        | Arsenal FC (Maseru) (Maseru)              |
| 1993                     | Bantu FC (Matefeng)                         | 2:0               | Linare FC (Leribe)                        |
| 1994                     | Matlama FC (Maseru)                         |                   |                                           |
| 1995                     | Maseru Rovers (Maseru)                      |                   |                                           |
| 1996                     | Lerotholi Polytechnic                       |                   |                                           |
| 1997                     | Bantu FC (Matefeng)                         |                   |                                           |
| 1998                     | Arsenal FC (Maseru) (Maseru)                | Ligaformat        | RLDF (Maseru)                             |
| 1999                     | Linare FC (Leribe)                          |                   |                                           |
| 2000                     | RLDF (Maseru)                               | 1:0               | Lerotholi Polytechnic                     |
| 2001 bis 2004            | keine Austragung                            | keine Austragung  | keine Austragung                          |
| 2005                     | Lesotho Correctional Services FC (Maseru)   |                   |                                           |
| 2006                     | Likhopo FC (Maseru) Lioli FC (Teyateyaneng) | [ A 1 ]           |                                           |
| 2007                     | Lioli FC (Teyateyaneng)                     | 3:1               | Lesotho Defence Force FC (Maseru)         |
| 2008                     | Lesotho Mounted Police Service FC (Maseru)  | 0:0 3:1 (n. E.)   | Lioli FC (Teyateyaneng)                   |
| 2009                     | Lesotho Mounted Police Service FC (Maseru)  |                   |                                           |
| 2010                     | Lioli FC (Teyateyaneng)                     |                   |                                           |
| 2011                     | Bantu FC (Matefeng)                         | 3:1               | Lesotho Correctional Services FC (Maseru) |
| 2012                     | Bantu FC (Matefeng)                         | 2:2 4:3 (n. E.)   | Lesotho Correctional Services FC (Maseru) |
| 2013                     | Bantu FC (Matefeng)                         | 1:1 4:3 (n. E.)   | Lioli FC (Teyateyaneng)                   |
| 2014                     | Lioli FC (Teyateyaneng)                     | 1:1 12:11 (n. E.) | Matlama FC (Maseru)                       |
| 2015                     | Bantu FC (Matefeng)                         | 1:1 15:14 (n. E.) | Lioli FC (Teyateyaneng)                   |
| 2016                     | Lioli FC (Teyateyaneng)                     | 1:0               | Matlama FC (Maseru)                       |
| 2017                     | Bantu FC (Matefeng)                         | 1:1 3:1 (n. E.)   | Lesotho Correctional Services FC (Maseru) |
| 2018                     | Lioli FC (Teyateyaneng)                     | 2:1               | Bantu FC (Matefeng)                       |
| 2019                     | Matlama FC (Maseru)                         | 1:0               | Lesotho Correctional Services FC (Maseru) |

1. ↑  Wegen Zuschauerausschreitungen wurde das Spiel abgebrochen. Beiden Finalisten wurde der Titel zugesprochen.